# 345 Терцідіна
345 Терцідіна (345 Tercidina) — астероїд головного поясу, відкритий 23 листопада 1892 року Огюстом Шарлуа у Ніцці.